# Аргентински пезос
Аргентински пезос (шп. Peso Convertible или Nuevo Peso Argentino), је национална валута Аргентине. ISO 4217 код валуте је ARS. Дели се на 100 центава.
Пезос је такође назив за неколико пређашњих аргентинских валута. Садашњи пезос је у употреби од 1992. године, када је заменио аргентински аустрал који је био погођен хиперинфлацијом. Однос замене био је 10.000 аустрала за 1 конвертибилни пезос. Назван је конвертибилни јер је за сваки пезос у оптицају Централна банка Аргентине у девизним залихама имала једнаку противвредност у америчким доларима. Но, 2001. земљу је погодила економска криза, па курс више није везан за амерички долар него слободно флуктуира.
Новчанице и кованице издаје Централна банка Аргентине, и то: кованице од 1, 2, 5 и 10 пезоса, и новчанице од 5, 10, 20, 50, 100, 200, 500 и 1000 пезоса. Старе кованице од 1, 5, 10, 25, 50 центава Централна банка више не издаје али и даље представљају законско средство плаћања и ретко су у употреби.